# Hebe
Hebe (Hebe) je rod rostlin pocházejících z Nového Zélandu, Francouzské Polynésie, Falkland, Jižní Ameriky. Rod náleží do čeledi jitrocelovité.

## Druhy
Asi 90 druhů:
- Hebe acutiflora
- Hebe albicans
- Hebe amplexicaulis
- Hebe armstrongii
- Hebe barkeri
- Hebe brachysiphon
- Hebe breviracemosa
- Hebe brevifolia
- Hebe buchananii
- Hebe canterburiensis
- Hebe carnosula
- Hebe chathamica
- Hebe cheesmannii
- Hebe ciliolata
- Hebe colensoi
- Hebe cupressoides
- Hebe decumbens
- Hebe dieffenbachii
- Hebe diosmifolia
- Hebe elliptica
- Hebe epacridea
- Hebe gibbsii
- Hebe glaucophylla
- Hebe gracillima
- Hebe haastii
- Hebe hectorii
- Hebe hulkeana
- Hebe lavaudiana
- Hebe leiophylla
- Hebe ligustrifolia
- Hebe lycopodioides
- Hebe macrantha
- Hebe matthewsii
- Hebe obtusata
- Hebe ochracea
- Hebe odora
- Hebe parviflora
- Hebe pauciramosa
- Hebe pimeleoides
- Hebe pinguifolia
- Hebe propinqua
- Hebe rakaiensis
- Hebe raoulii
- Hebe recurva
- Hebe salicifolia
- Hebe salicornioides
- Hebe speciosa
- Hebe stricta
- Hebe subalpina
- Hebe subsimilis
- Hebe tetragona
- Hebe tetrasticha
- Hebe topiaria
- Hebe traversii
- Hebe trisepala
- Hebe venustula
- Hebe vernicosa

## Použití
Mnohé druhy lze použít jako okrasné rostliny. Jsou nenáročné, vyžadují propustné písčité, humózní půdy. Vhodné jsou jako solitéry, ale i do skupin, především však do skalek.

## Taxonomie
V současné taxonomii bývají všechny druhy rodu hebe vřazovány do rodu rozrazil (Veronica).